# Asbóth Sándor (katona)

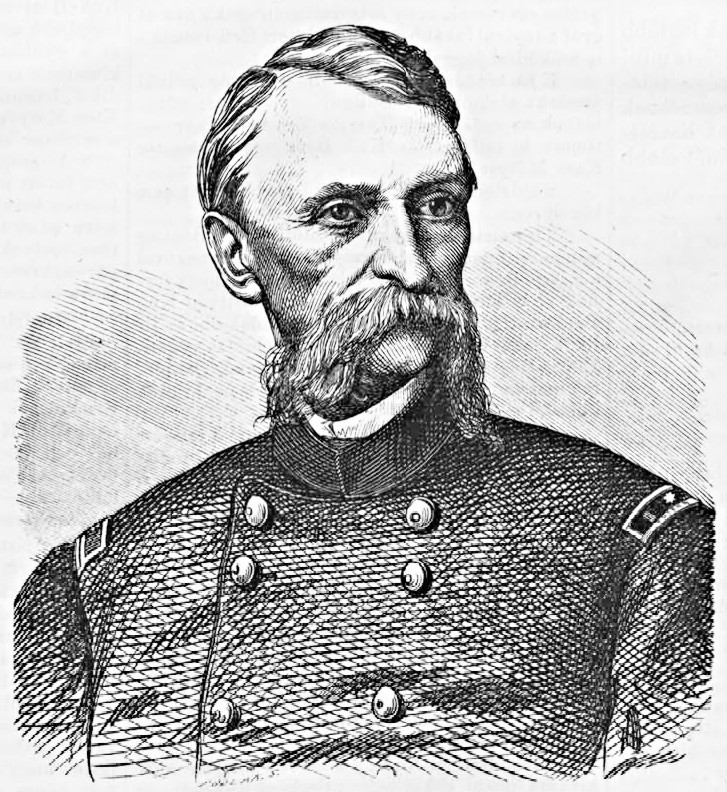
Asbóth Sándor (Vasárnapi Újság, 1866)

Asbóth Sándor (angolul: Alexander Asboth) (Keszthely, 1810. december 18. – Buenos Aires, 1868. január 21.) magyar mérnök, az 1848–49 évi szabadságharcban alezredes, az amerikai polgárháborúban az északiak dandártábornoka. Az Amerikai Egyesült Államok argentínai és uruguayi nagykövete.

## Életpályája
Apja, Asbóth János a keszthelyi gróf Festetics Györgynél állt alkalmazásban, illetve a Georgikonban tanítóskodott. Családja 1818-ban átköltözött innen Zomborra. Édesanyja, Tátraÿ Anna Mária (1780-1842) nem engedte, hogy Lajos testvére után ő is katonai pályát válasszon, ezért mérnöknek tanult. Tanulmányait a Felvidéken, a selmecbányai Bányászati Akadémián kezdte meg, azonban tanulmányait megszakította, s végül Pesten, az Institutum Geometricumban fejezte be.
1836-ig a Budai Főépítészeti Hivatal alkalmazottja, majd a Hajózási Igazgatósághoz kerül vízépítő mérnöknek. 1844-ben Temesvárra kerül, az Országos Főépítészeti Hivatalhoz, ahol először helyettes igazgatóként a Hajózási Alosztály mérnöke, később a hivatal vezetője. Asbóth beosztásánál fogva is támogatta Széchenyi István javaslatait, részt vett többek között a Széchenyi lánchíd építésénél is.
1848 nyarán Nagybecskereken jelentkezett a honvédségnél. 1848. december 9-étől honvéd vezérkari százados lett Vetter Antal honvédtábornok törzsénél, és részt vett a délvidéki harcokban. 1849. január 31-én Stein Miksa báró megbízta a komáromi vár erődítési munkálatainak irányításával. Részt vett a kápolnai csatában, majd április 19-én a nagysallói ütközetben az ő irányításával tudtak a honvédek hidat verni a Garamon.
Nemsokára őrnagyi rangot kapott, s július 16-ától – már újabb előléptetés után, alezredesként – Kossuth Lajos kormányzói hivatalának katonai osztályát vezette.
A szabadságharc bukása után Kossuthot szárnysegédként követte előbb Törökországba, majd az Amerikai Egyesült Államokba. Itt Kossuth Lajostól elváltak útjai, Asbóth állampolgárságért folyamodott, érezte, hogy az ő hazája Amerika lesz. Kossuthnak, ahol tudott továbbra is segített, például fegyvervásárlások ügyében, az emigráns szabadságharcosokkal való kapcsolattartásban, stb. Asboth új hazájában eleinte építészeti rajzolóként működött, majd nyugaton kapott állást mint bányamérnök. New Yorkba visszatérve kis acélöntödét állított fel, amely prosperált is, amíg el nem tűnt a partnere. Ezután New York városánál helyezkedett el, mint a városrendező bizottság egyik tervező mérnöke, ebben a beosztásában része volt a Central Park és a Washington Heights szabályozásában is.
Az amerikai polgárháború kezdetén mindjárt katonai szolgálatra jelentkezett. A New York-i kormányzó megbízta egy önkéntes ezred szervezésével, de ez nem sikerült, így Missouri államba utazott, ahol 1861 júliusában John C. Frémont tábornok vezérkari főnöke lett, Frémont még ez év szeptemberében dandártábornokká nevezte ki, de ezt a kinevezést a kongresszus majd csak 1862 márciusában hagyta jóvá, de addig is aktív dandárparancsnok volt Frémont, Hunter és Samuel R. Curtis tábornokok alatt. A Missouri és Arkansas államok határain folyó harcokban kivált Bentonville (Arkansas) és Fayetteville (Arkansas) elfoglalásakor tüntette ki magát, végül az Arkansas állambeli Pea Ridge-i ütközet nyomán erősítette meg a kongresszus dandártábornoki kinevezését. A Pea Ridge mellett Asbóth megsebesült, de sebesülése ellenére nyeregben maradt és tovább vezette  csapatait. Parancsnokát, Curtist viszont aziránt agitálta, hogy vonuljon vissza állásából, melynek megtartását reménytelennek ítélte és valószínűleg aggasztotta, hogy az esetleges visszavonulás útját a hadsereg mögött egy kisebb folyó zárta el.
A sikeres missouri hadjárat után Kentucky államba vezényelték. Főhadiszállása itt Columbus városában volt, majd 1863. november 9-én a Pensacola Körzet (Nyugat-Florida) katonai parancsnokságát Fort Pickens központtal, tábornoki rangban. Számos színes ezred került az irányítása alá, sok más Kossuth-emigráns katonát gyűjtött maga köré, akik színes ezredek élén is harcoltak, köztük Zsulavszky Lászlót, Zsulavszky Emilt, és Ruttkay Albertet. Asbóth amennyire népszerű volt az északiak körében szerény, tapintatos és egyben férfias magatartása miatt, éppen annyira gyűlölték a déliek, akik Asbóth Sándort és az őt körülvevő magyar emigráns katonákat „külföldiek, jenkik és négerbarátok” címmel vádolták, megvetették őket és rettegtek tőlük. 1864. szeptember 27-én személyesen vezette az északiak lovasságát a déliekkel vívott Mariannai ütközetben, amikor a greenwoodi Davis Gray lövései harcképtelenné tették a tábornokot. Asbóth súlyosan megsebesült, a bal karját puskagolyók roncsolták szét, és végtag csaknem teljesen béna maradt. Az arcába fúródott golyót az európai orvosok sem tudták eltávolítani, így nem tudott tovább harcolni, csapatai irányítását az ütközetben Zsulavszky László vette át.
Mihelyt javult Asbóth állapota, visszatért a hadseregbe, és 1865. március 13-án címzetes vezérőrnaggyá léptették elő. A polgárháborút követően 1866-ban kinevezték az USA argentínai és uruguayi nagykövetének. Szenvedései mellett is kifogástalanul látta el hivatalát, a paraguayi háborúval kapcsolatban is diplomáciai érdemeket szerzett, fegyverszünetre vette rá a harcoló feleket, Paraguay, Argentína, Brazília és Uruguay pusztító háborújában. (A Hármas Szövetség háborúja néven is ismert, 1864–1870). Fejsebe miatt sokat szenvedett, ez vezetett halálához. Buenos Airesben hunyt el, a helyi, régi angol katonai temetőben temették el katonai tiszteletadás mellett, Domingo Faustino Sarmiento köztársasági elnök búcsúztatta. Hamvait 1990. október 23-án az USA-ba szállították, és az arlingtoni National Cemeteryben helyezték végső nyugalomra. Síremléke fekete márványból készült, s lóháton ábrázolja egy korabeli illusztráció nyomán.

## Magánélete
Asbóth Sándor testvér bátyja Asbóth Lajos, aki ezredesként harcolt az 1848-49-es magyar szabadságharcban, melynek bukása után alkalmazkodott a hazai körülményekhez. Asbóth Sándor a magyar szabadságharc bukása után Magyarországon hagyta menyasszonyát, aki még Asbóth emigrációjának korai szakaszában meghalt, Asbóth soha nem nősült meg.

## Emlékezete

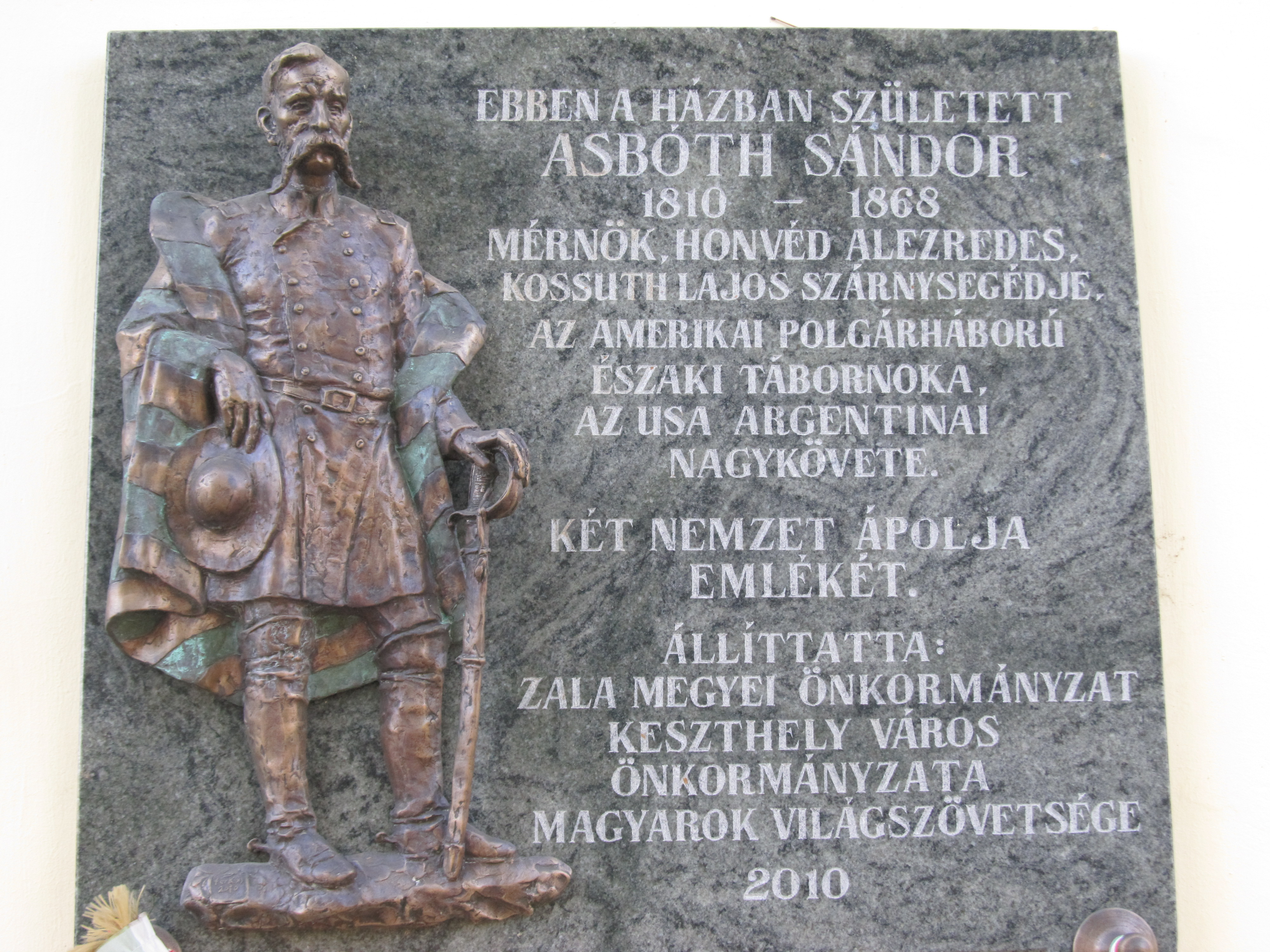
Emléktáblája keszthelyi szülőházának falán

2001. július 1-től nevét viseli az egyik keszthelyi középiskola, a „Keszthelyi Asbóth Sándor Szakképző Iskola és Kollégium.” Keszthelyen, szülőházának falán emléktáblát helyeztek el 2010-ben.